# Ibrahim ag Bahanga
Ibrahim Ag Bahanga, originaire de Tin-Essako dans la région de Kidal au Mali et mort dans le désert du Tamesna le 26 août 2011,, dans un accident de voiture et enterré à Inagharous, 40 km au nord de Tin-Essako, est un commandant et leader Touareg. Il était le plus radical des chefs rebelles touaregs du Mali. Il appartient à la tribu touareg des Ifoghas.

## Biographie
Dans les années 1980, il suit une formation militaire au sein de la Légion verte en Libye avec d’autres rebelles touaregs du Mali et du Niger puis rentre au nord du Mali, puis il prend part à la Rébellion touarègue de 1990-1996 pendant laquelle il combat au sein du Mouvement populaire de libération de l'Azawad (MPLA), puis du Mouvement populaire de l'Azawad (MPA),
,.
Après les accords de paix, il est promu caporal dans l'armée malienne, armée qu'il a déserté sitôt.
En décembre 2001, il prend en otage une dizaine de militaires pour faire ériger son village en commune, revendication qui est satisfaite mais Ag Bahanga ne peut réintégrer l'armée.
Lors de l'affaire des 32 otages occidentaux enlevés par le GSPC dans le désert algérien en février 2003 et qui avaient transité par le Nord du Mali, Bahanga fait partie alors d'un comité de négociation mis en place par le président malien Amadou Toumani Touré. 
Il prend part à la grande attaque du 23 mai 2006 contre deux garnisons à Kidal et Ménaka aux côtés du lieutenant-colonel Hassan Ag Fagaga, rejoints par l'ex-rebelle historique Iyad ag Ghali et de Ahmada Ag Bibi. Ensemble, ils fondent l'Alliance démocratique du 23 mai pour le changement (ADC). Ce bref soulèvement se termine avec les accords d'Alger.
Il devient membre du Haut conseil aux collectivités au même titre que Iyad Ag Ghali.
Le 11 mai 2007, l'homme défraie une nouvelle fois la chronique en attaquant avec des rebelles nigériens un poste de sécurité à Tin Zaouatine. Blessé lors de l'attaque Ibrahim ag Bahanga est transporté par ses hommes à Tamanrasset en Algérie où il sera soigné à l'hôpital.
Il forme en septembre 2007 le groupe dissident Alliance touareg du Nord-Mali pour le changement (ATNMC) et entre en guerre contre l'armée malienne pendant un an. Les 26 et 27 août, il capture une quarantaine de militaires maliens. Il attaque en mai 2008 le poste militaire d’Abeïbara et en décembre de la même année il  donne| l’assaut contre la garnison de Nampala. Mais le 19 janvier 2009, sa principale base arrière, située à Tinsalak, est détruite par l'armée malienne. Trois jours plus tard, il est battu à Toulousimine.
En février 2009, il se retrouve minoritaire dans l'Alliance démocratique du 23 mai pour le changement qui accepte de réintégrer le cadre des accords d'Alger. L'armée malienne harcèle et pilonne ses positions restantes, ses campements sont détruits. Ibrahim ag Bahanga est en fuite et se réfugie en Libye en février,. 
Début janvier 2011, après deux ans d'exil en Libye, il revient au nord Mali,. En Libye, il s'était allié avec des vétérans de la rébellion de 1990 qui étaient devenus officiers de l'armée libyenne, tels que le colonel Mohamed Ag Najem. Il les convainc de rentrer au Mali avec le maximum d'armes et, pendant l'été 2011, des déserteurs touaregs se rendent, armés, au Mali,. 
Il meurt le 26 août 2011 dans un accident de voiture près de la commune d'Intadjedite (son véhicule a fait plusieurs tonneaux, le chauffeur s'en est sorti avec quelques blessures, Ibrahim lui est mort sur le coup) dans le désert de Tamesna, en partance pour la Libye, dans le Cercle de Tin-Essako. Son corps est ramené et enterré peu de temps après à In-Agharous, 40 km au nord de Tin-Essako,.